# Родезия на летних Олимпийских играх 1928
Родезия принимала участие в Летних Олимпийских играх 1928 года в Амстердаме (Северная Голландия, Нидерланды) в первый раз за свою историю, но не завоевала ни одной медали. Сборную страны представляли два спортсмена-боксёра. Родезия была одной из двух британских коронных колоний, которым было предоставлено права участия в Играх в качестве отдельной делегации (второй такой страной была Мальта).

## Результаты

### Бокс
| Спортсмен    | Весовая категория | 1/16 финала                 | 1/8 финала                  | Четвертьфинал             | Полуфинал            | Финал                |                      |
| Спортсмен    | Весовая категория | Соперник Итог               | Соперник Итог               | Соперник Итог             | Соперник Итог        | Соперник Итог        |                      |
| ------------ | ----------------- | --------------------------- | --------------------------- | ------------------------- | -------------------- | -------------------- | -------------------- |
| Сесиль Биссе | до 61 кг          | —                           | Орельяна Мексика В По очкам | Орланди Италия П По очкам | Завершил выступления | Завершил выступления | Завершил выступления |
| Леонард Холл | до 67 кг          | Вальтер Германия В По очкам | Усуда Япония П По очкам     | Завершил выступления      | Завершил выступления | Завершил выступления | Завершил выступления |